# Ricardo Eichmann
Pour les articles homonymes, voir Eichmann.
Ricardo Francisco Eichmann, né le 2 novembre 1955 à Buenos Aires, Argentine, est un égyptologue allemand. 

## Biographie
Ricardo Francisco Eichmann est le quatrième et dernier fils d'Adolf Eichmann et Veronika Liebl (1909-1997). Il est le frère de Klaus, Horst et Dieter Eichmann. Ayant connu tard la vérité sur les agissements et les opinions de son père dont il a été séparé à l'âge de 5 ans, il l'a renié pendant des décennies avant de pouvoir s'exprimer sur le sujet.
Il est docteur en égyptologie de l'Université de Heidelberg depuis 1984.
Il fait partie du directoire de l'Institut archéologique allemand. 
En 2011, il rejoint l'Institut de recherche musicale de l'Université de Londres à ICONEA 2011 (International Conference of Near Eastern Archaeomusicology).
Il a deux fils.